# タコ (歌手)
タコ（Taco、1955年7月21日-） はインドネシア系オランダ人歌手。本名は Taco Ockerse。『踊るリッツの夜』のヒットで知られている。

## ディスコグラフィ

### スタジオアルバム
- 1982年 After Eight (RCAレコード)
- 1984年 Let's Face the Music (RCAレコード)
- 1985年 Swing Classics: In the Mood of Glenn Miller (ポリドール・レコード)
- 1986年 Tell Me That You Like It (ポリドール・レコード)
- 1987年 Taco (ポリドール・レコード)
- 2011年 Timeless Love (DingDing Music)

### コンピレーションアルバム
- 1991年 Puttin' on the Ritz - Best of Taco (BMG)
- 2000年 Best of Taco (BMG)